# Přírodní park Kersko – Bory
Přírodní park Kersko – Bory je chráněné území v jihozápadní části okresu Nymburk ve Středočeském kraji. Rozkládá se v rovinaté krajině Středolabské tabule na levém břehu řeky Labe severozápadně od města Sadská. kde zaujímá přibližně 7,5 km dlouhé a 5 km široké území na katastrech obcí Sadská, Hradištko, Velenka, Semice, Písty a Zvěřínek. Z jižní strany území lemuje dálnice D11.
Ochrana území byla prohlášena roku 1986, původně jako Oblast klidu Kersko, od roku 1990 pod označením přírodní park. Nejnovější vymezení Přírodního parku Kersko-Bory bylo vyhlášeno nařízením rady Středočeského kraje v březnu 2010.
Předmětem ochrany je rozsáhlý komplex Kerského lesa a lesa Bory s borovými a březovými porosty na štěrkopískovém podkladu labské nivy, okolní otevřené prostory polabské zemědělské krajiny a krajinná dominanta sadského kopce s kostelem sv. Apolináře.
V západní části Kerského lesa se nachází rozsáhlá rekreační chatová osada Kersko s minerálním pramenem sv. Josefa, známá mj. spojitostí se životem a dílem spisovatele Bohumila Hrabala (Slavnosti sněženek). V Kerském lese je též prohlášena evropsky významná lokalita Kerské rybníčky k ochraně populace čolka velkého. Při západním pomezí přírodního parku leží národní přírodní památka Slatinná louka u Velenky s výskytem lněnky bezlistenné a mečíku bahenního, na jeho severovýchodním okraji je situována přírodní památka Písečný přesyp u Píst, chránící typickou psamofilní vegetaci jedné z posledních dochovaných písečných dun v Polabí. Na severním okraji přírodního parku, u Hradištka, stojí kámen, považovaný některými badateli za prehistorický menhir.

## Galerie

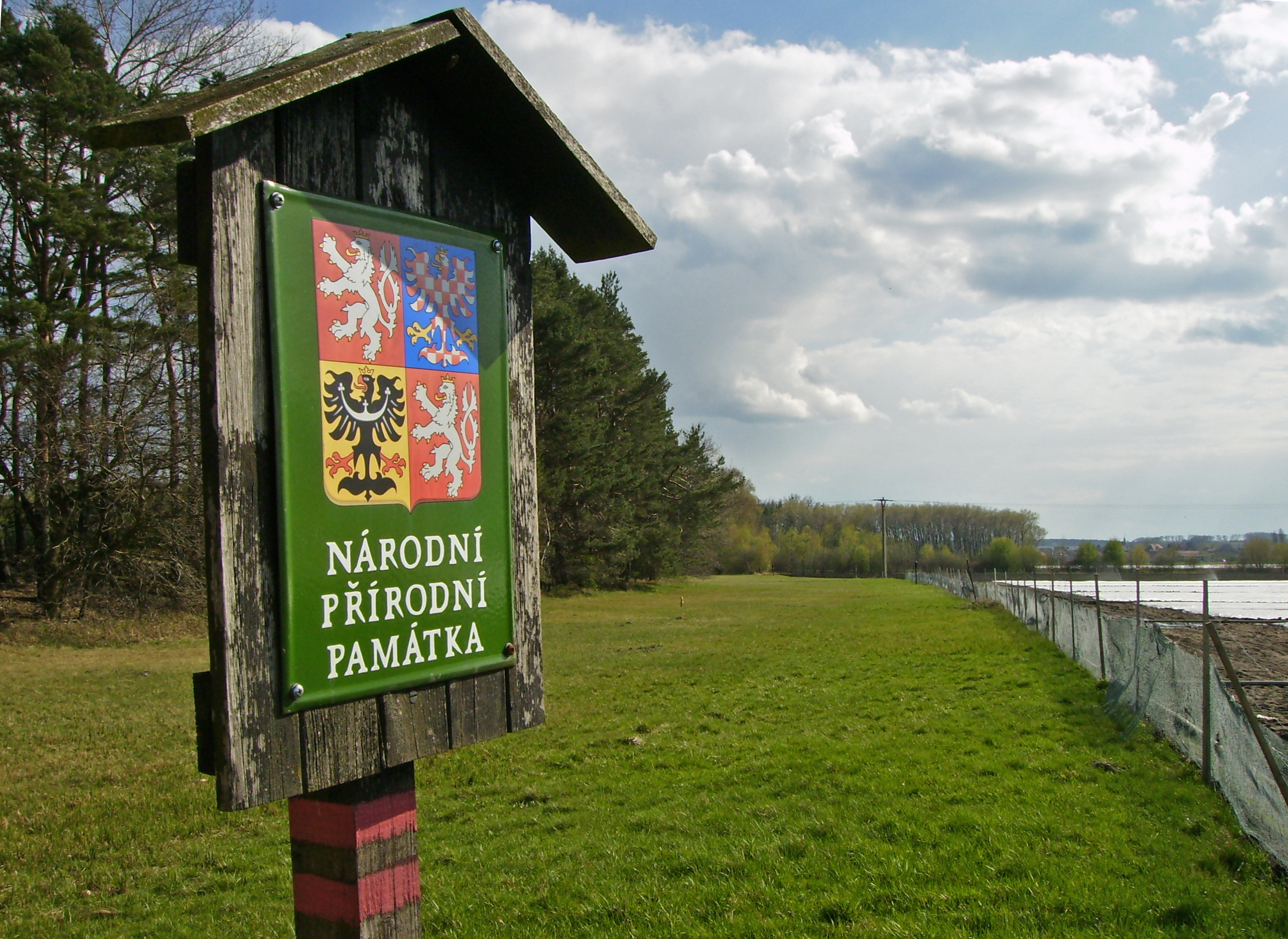
NPP Slatinná louka u Velenky
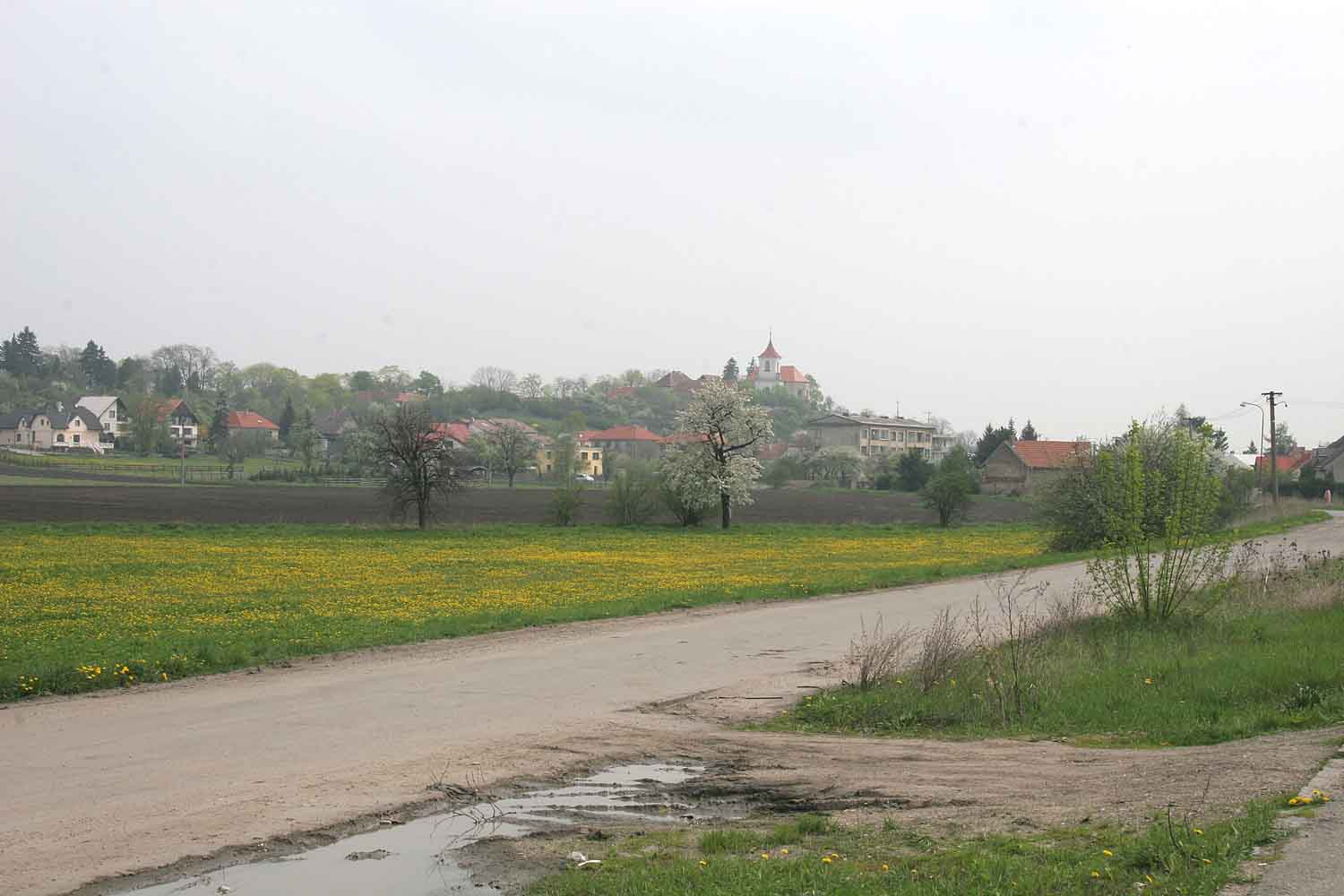
Návrší v Sadské s kostelem sv. Apolináře